# Île-de-Batz

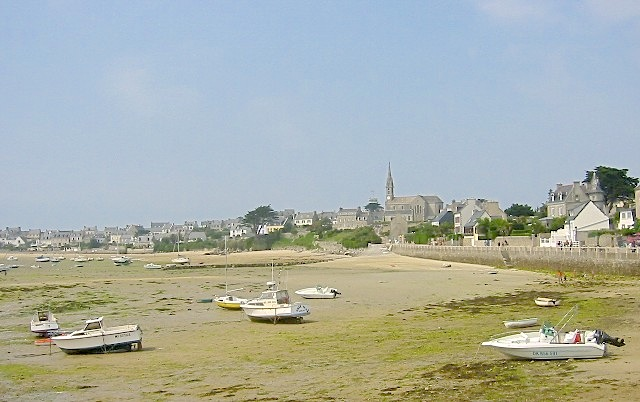
Porz Kernog na Île-de-Batz

Île-de-Batz (bret. Enez-Vaz) to wyspa u wybrzeży Francji, zarazem miejscowość i gmina w regionie Bretania, w departamencie Finistère.
Według danych na rok 2005 gminę zamieszkiwały 594 osoby, a gęstość zaludnienia wynosiła 189 osób/km² (wśród 1269 gmin Bretanii Île-de-Batz plasuje się na 693. miejscu pod względem liczby ludności (dane na rok 1990), natomiast pod względem powierzchni na miejscu 1073.).